# Bộ Xây dựng (Việt Nam)
Bộ Xây dựng là cơ quan của Chính phủ Việt Nam, thực hiện chức năng quản lý nhà nước về xây dựng và giao thông theo quy định của pháp luật. Tiền thân của bộ là Bộ Thủy lợi và Bộ Kiến trúc được Quốc hội khóa I, Kỳ họp thứ 5, ngày 20 tháng 9 năm 1955 thành lập.  

## Lịch sử
- Theo đề nghị của chủ tịch Hồ Chí Minh, được Quốc hội khóa I, Kỳ họp thứ 5 thông qua ngày 20 tháng 9 năm 1955, Bộ Thủy lợi và Kiến trúc được thành lập. Bộ trưởng là Trần Đăng Khoa.
- Ngày 29 tháng 4 năm 1958, theo Nghị quyết của kì họp thứ VIII Quốc hội khóa I, Bộ Kiến trúc được thành lập - đây chính là tiền thân của Bộ Xây dựng. Bộ trưởng đầu tiên là Bùi Quang Tạo. Từ đó đến nay, ngày 29 tháng 4 hàng năm đã trở thành ngày truyền thống của ngành Xây dựng Việt Nam.
- Năm 1960, trong Chính phủ nhiệm kỳ Quốc hội khóa II (1960-1964) có Bộ Kiến trúc và Ủy ban Kiến thiết Cơ bản Nhà nước.
- Tháng 6 năm 1973, thành lập Bộ Xây dựng trên cơ sở sáp nhập Ủy ban Kiến thiết Cơ bản Nhà nước với Bộ Kiến trúc.
- Năm 1979, thành lập Ủy ban Xây dựng Cơ bản Nhà nước (tách một phần từ Bộ Xây dựng).
- Đến tháng 10 năm 1989, Ủy ban Xây dựng cơ bản Nhà nước được sáp nhập lại vào Bộ Xây dựng.
- Ngày 08 tháng 8 năm 2022, Chính phủ ban hành Nghị định 52/2022/NĐ-CP về việc quy định chức năng, nhiệm vụ, quyền hạn và cơ cấu tổ chức của Bộ Xây dựng.[2]
- Ngày 18 tháng 2 năm 2025, Bộ Giao thông vận tải sáp nhập, hợp nhất với Bộ Xây dựng, theo Nghị quyết của Quốc hội Việt Nam trong phiên họp không thường kỳ.[3]

## Lãnh đạo hiện nay
- Bộ trưởng: Trần Hồng Minh, Ủy viên Trung ương Đảng, Bí thư Đảng ủy
- Các Thứ trưởng:

1. Nguyễn Văn Sinh, Phó Bí thư Thường trực Đảng ủy Bộ, nguyên Vụ trưởng Vụ Tổ chức cán bộ, Bộ Xây dựng [4]
2. Nguyễn Tường Văn, nguyên Chủ tịch UBND tỉnh Quảng Ninh
3. Bùi Xuân Dũng, nguyên Chủ tịch HĐTV Tổng Công ty Xi măng Việt Nam [5]
4. Nguyễn Việt Hùng, nguyên Chủ tịch HĐTV Tổng công ty Đầu tư phát triển Nhà và Đô thị (HUD)
5. Phạm Minh Hà, nguyên Cục trưởng Cục Giám định nhà nước về chất lượng công trình xây dựng
6. Nguyễn Xuân Sang, nguyên Thứ trưởng Bộ Giao thông vận tải[6]
7. Nguyễn Danh Huy, nguyên Thứ trưởng Bộ Giao thông vận tải[7]
8. Lê Anh Tuấn, nguyên Thứ trưởng Bộ Giao thông vận tải[8]

## Cơ cấu tổ chức

### Các đơn vị hành chính và đơn vị sự nghiệp phục vụ thực hiện chức năng quản lý nhà nước
(Theo Nghị định số 33/2025/NĐ-CP ngày 28 tháng 2 năm 2025 của Chính phủ và Khoản 4, Điều 4, Nghị định số 109/2025/NĐ-CP ngày 20 tháng 5 năm 2025 của Chính phủ)

#### Các đơn vị hành chính thực hiện chức năng quản lý nhà nước
- Văn phòng Bộ
- Vụ Tổ chức cán bộ
- Vụ Pháp chế
- Vụ Kế hoạch - Tài chính
- Vụ Quản lý doanh nghiệp
- Vụ Hợp tác quốc tế
- Vụ Khoa học công nghệ, môi trường và Vật liệu xây dựng
- Vụ Quy hoạch - Kiến trúc
- Vụ Vật liệu xây dựng
- Vụ Vận tải và An toàn Giao thông
- Cục Kinh tế - Quản lý đầu tư xây dựng
- Cục Giám định nhà nước về chất lượng công trình xây dựng
- Cục Kết cấu hạ tầng xây dựng
- Cục Phát triển đô thị
- Cục Quản lý nhà và thị trường bất động sản
- Cục Đường bộ Việt Nam
- Cục Hàng hải và Đường thủy Việt Nam
- Cục Hàng không Việt Nam
- Cục Đường sắt Việt Nam
- Cục Đăng kiểm Việt Nam
- Cục Y tế Giao thông vận tải

#### Các đơn vị sự nghiệp phục vụ quản lý nhà nước
- Trung tâm Công nghệ Thông tin
- Báo Xây dựng
- Tạp chí Xây dựng
- Học viện Chiến lược, bồi dưỡng cán bộ xây dựng

### Các tổ chức, đơn vị khác[10]

#### Khối cơ quan hành chính
- Hội đồng nghiệm thu Nhà nước các công trình xây dựng
- Văn phòng thường trực Ban chỉ đạo nhà nước về quy hoạch và đầu tư xây dựng vùng Thủ đô Hà Nội
- Văn phòng thường trực Ban chỉ đạo Trung ương về chính sách nhà ở và thị trường bất động sản

#### Khối Viện
- Viện Vật liệu xây dựng (VIBM)
- Viện Kinh tế xây dựng
- Viện Khoa học công nghệ xây dựng (IBST)
- Viện Kiến trúc quốc gia
- Viện Quy hoạch đô thị và nông thôn quốc gia
- Viện Khoa học và Công nghệ Giao thông vận tải

#### Khối Giáo dục đào tạo
- Trường Đại học Kiến trúc Hà Nội
- Trường Đại học Kiến trúc Thành phố Hồ Chí Minh
- Trường Đại học Xây dựng Miền Tây
- Trường Đại học Xây dựng Miền Trung
- Học viện Hàng không Việt Nam
- Trường Đại học Hàng hải Việt Nam
- Trường Đại học Giao thông vận tải Thành phố Hồ Chí Minh
- Trường Đại học Công nghệ Giao thông vận tải
- Trường Cao đẳng Giao thông vận tải Trung ương I
- Trường Cao đẳng Giao thông vận tải Trung ương II
- Trường Cao đẳng Giao thông vận tải Trung ương III
- Trường Cao đẳng Giao thông vận tải Trung ương IV
- Trường Cao đẳng Giao thông vận tải Trung ương V
- Trường Cao đẳng Giao thông vận tải Trung ương VI

#### Khối Ban quản lí dự án
- Ban Quản lý dự án đầu tư xây dựng chuyên ngành - Bộ Xây dựng
- Ban Quản lý dự án đường Hồ Chí Minh
- Ban Quản lý dự án 2 (PMU2)
- Ban Quản lý dự án 6 (PMU6)
- Ban Quản lý dự án 7 (PMU7)
- Ban Quản lý dự án 85 (PMU85)
- Ban Quản lý dự án Thăng Long (PMU Thăng Long)
- Ban Quản lý dự án Mỹ Thuận (PMU Mỹ Thuận)
- Ban Quản lý các dự án Đường thủy (PMU-W)
- Ban Quản lý dự án Hàng hải
- Ban Quản lý dự án Đường sắt

#### Các đơn vị sự nghiệp
- Nhà Xuất bản Xây dựng

### Các doanh nghiệp thuộc Bộ
- Tổng Công ty cơ khí xây dựng - CTCP
- Tổng Công ty Cổ phần Sông Hồng
- Tổng công ty Công nghiệp tàu thủy Việt Nam
- Tổng Công ty Đầu tư Phát triển nhà và Đô thị (HUD)
- Tổng công ty Lắp máy Việt Nam - CTCP
- Tổng công ty Quản lý bay Việt Nam
- Tổng Công ty Viglacera
- Tổng công ty Xây dựng đường thủy - CTCP
- Tổng Công ty Xây dựng Hà Nội - CTCP
- Tổng Công ty Xi măng Việt Nam
- Công ty cổ phần Bệnh viện Giao thông vận tải
- Công ty TNHH MTV Nhà xuất bản Giao thông vận tải
- Công ty TNHH MTV Thông tin điện tử hàng hải Việt Nam
- Tổng công ty Bảo đảm an toàn hàng hải Miền Bắc
- Tổng công ty Bảo đảm an toàn hàng hải Miền Nam